# هندی (فیلم ۱۹۹۶)
هندی (به هندی: Indian) فیلمی محصول سال ۱۹۹۶ و به کارگردانی اس شانکار است. در این فیلم بازیگرانی همچون کمال حسن، مانیشا کویرالا، اورمیلا ماتوندکار ایفای نقش کرده‌اند.